# Energi

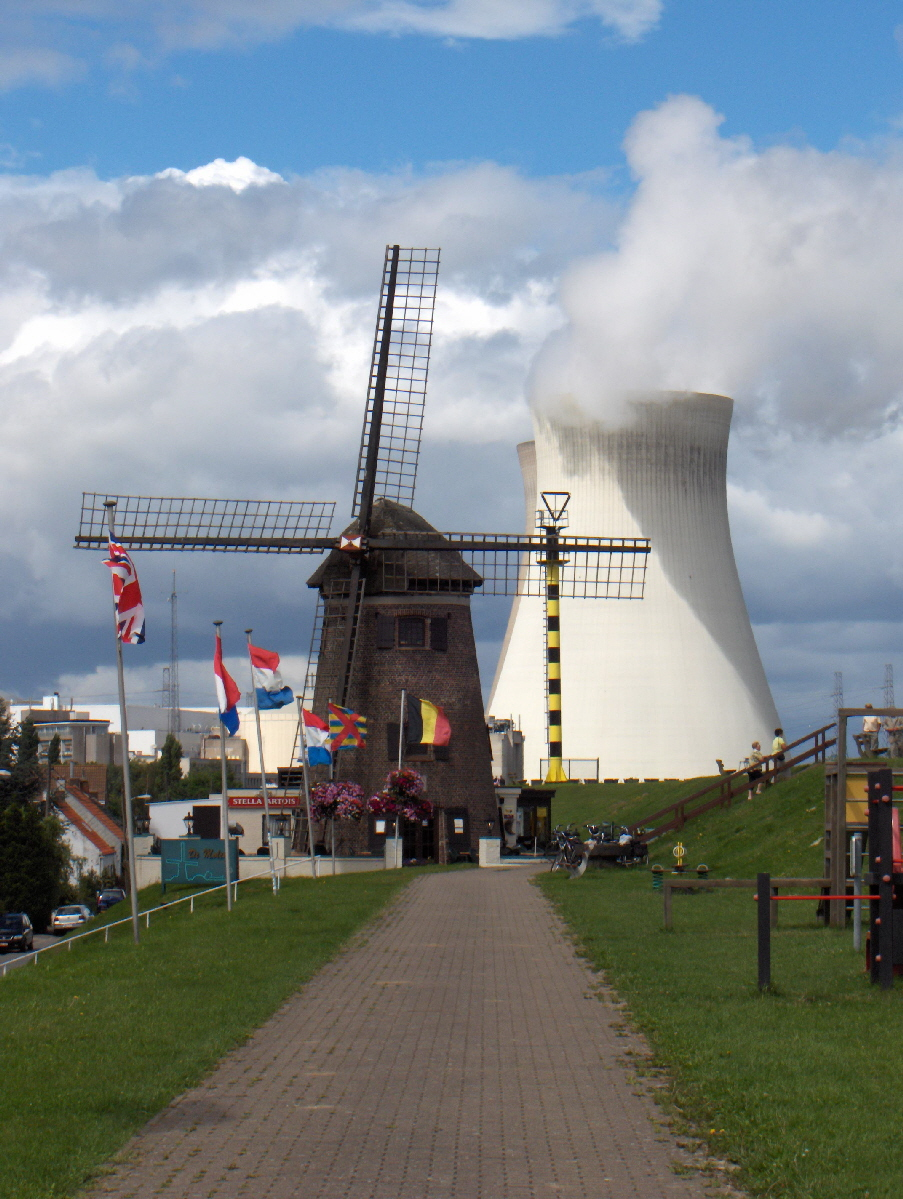
Doel i Belgien. Väderkvarnen använder luftens rörelseenergi för att sönderdela säd. Kärnkraftverket omvandlar kärnenergi till elektrisk energi.

Energi (av grekiskans ἐνέργεια energeia, arbete) är en fysikalisk storhet som beskriver något med potential att medföra rörelse, alltså inte nödvändigtvis arbete. Energi förväxlas ofta med exergi, som är arbete eller förmåga till arbete. Sambandet mellan energi och exergi framgår av termodynamikens andra huvudsats. Energi kan vara lagrad (till exempel som lägesenergi) eller något som överförs. Ibland avses med energi helt enkelt utfört arbete.
SI-grundenheten för energi är joule (J), men även enheterna kalori (cal), voltamperesekund (V · A · s), wattimme (W · h) och elektronvolt (eV) används, mest beroende på att energi historiskt har tolkats som olika kvantiteter i olika fysikaliska sammanhang fram till 1900-talet. I SI (internationella måttenhetssystemet) används definitionen av energi och effekt tillsammans med grundenheten strömstyrka för att definiera övriga elektriska enheter. Genom detta får man ett enhetligt system av enheter där det klart framgår att elektrisk energi och till exempel mekanisk energi inte skiljer sig åt till sin natur.
Den totala energin i ett slutet system bevaras alltid och kan bara överföras från en energiform till en annan, men aldrig skapas eller förintas. Detta faktum – energins oförstörbarhet – kallas energiprincipen. Energiprincipen kan dock tillfälligt brytas på grund av osäkerhetsprincipen.

## Definition
Det finns ingen entydig och sammanfattande definition för energi, utan man använder olika definitioner för olika energiformer. Därför kan man formellt inte säga att den mekaniska energin är den samma som den elektriska energin, men det finns förstås ett samband. I den mekaniska energin innefattas energiformer som rörelseenergi och lägesenergi. Lägesenergin (potentiella energin) för ett objekt mäts relativt en annan energinivå. En vanlig definition på lägesenergin är arbetet som åtgår för att flytta objektet från oändligheten till position x.
{\displaystyle E({\boldsymbol {x}})=\int _{\infty }^{\boldsymbol {x}}{\boldsymbol {F}}\,\cdot d{\boldsymbol {x}}\quad (1)}
Energin för initialpositionen {\displaystyle {\boldsymbol {x}}=\infty } kan väljas godtyckligt, men ofta används {\displaystyle E(\infty )=0}. Arbetet att flytta objektet från x1 till x2 kan då skrivas
{\displaystyle E({\boldsymbol {x}}_{2})-E({\boldsymbol {x}}_{1})=\int _{{\boldsymbol {x}}_{1}}^{{\boldsymbol {x}}_{2}}{\boldsymbol {F}}\,\cdot d{\boldsymbol {x}}\quad (2)}
En annan vanlig referensnivå är att utgå från x = 0 och E(0) = 0, beroende på fysikaliskt problem, randvillkor och dylikt.
För den mekaniska energin finns även samband mellan rörelseenergi och lägesenergi vid rörelse i konservativa kraftfält. Ett föremål vinner nämligen lika mycket rörelseenergi som det förlorar lägesenergi. Detta kan skrivas
{\displaystyle {\boldsymbol {T}}(t)-{\boldsymbol {T}}(0)=-({\boldsymbol {V}}(t)-{\boldsymbol {V}}(0))\quad (3)}
Där T är rörelseenergin (kinetiska energin), V är lägesenergin (potentiella energin) och t är tiden.
Ett vanligt specialfall av ovanstående är rörelse i gravitationsfält från ett massivt objekt, på stort avstånd från dess masscentrum, då man får
{\displaystyle {\frac {mv^{2}}{2}}-{\frac {mv_{0}^{2}}{2}}=-(mgh-mgh_{0})\quad (4)}
Där v står för hastigheten och h för höjden.
Vi har rörelseenergin på vänstra sidan om likhetstecknet och lägesenergin på den högra.
Att uttrycket ovan gäller här är för att just den mekaniska energin är bevarad. Detta bevarande av energin kallas för energiprincipen och ingår i något som kallas för bevarandelagarna. Bevarandelagen för den mekaniska energin innefattas då av sambandet
{\displaystyle {\boldsymbol {E}}_{f}={\boldsymbol {E}}_{e}\quad (5)}
Detta uttryck följs direkt av att sambandet mellan rörelse och lägesenergin kastas om (se ovan).
Vänsterledet innefattar den totala energin före transformeringen till en annan energiform och högerledet totala energin efter energiomvandlingen.
Energibevarande innebär att ingen energi går förlorad, utan lika stor mängd energi som vi får i nästa i energiform är precis lika med den energimängd som vi hade i energiformen innan. Det som går förlorat är i stället energins arbetsförmåga, dvs dess kvalitet eller exergi, av vilket man också kan se att energi inte nödvändigtvis är arbete.

## Övriga definitioner
Energi beräknas ofta som produkten av en intensiv och extensiv storhet, till exempel kraft och sträcka.
Albert Einstein visade med sin speciella relativitetsteori, att materia och energi är ekvivalenta, det vill säga en viss mängd materia svarar mot en viss mängd energi och omvänt. Uttryckt i energienheter motsvarar varje massa en mycket stor mängd energi. Relationen är 
{\displaystyle \ E=mc^{2}}

## Energikvalitet
Energi som fysikaliskt begrepp har inga andra egenskaper än sin förekomst som mängd. I praktiska tillämpningar används dock energibegreppet något annorlunda för olika former av energi som är olika användbara. Till exempel kan nämnas, att elektrisk energi har goda förutsättningar att driva en bil längre än motsvarande mängd värmeenergi. Man brukar uttrycka detta så att elektrisk och mekanisk energi är energi av hög kvalitet, som kan omvandlas till andra energislag med små förluster, medan till exempel värmemängden i ett föremål (i synnerhet ett som är föga varmare än omgivningen) har mycket lägre energikvalitet (stora omvandlingsförluster).
Det har framkastats idéer om att för energiförsörjningen tala om exergi som en storhet för ”användbar energimängd” – med samma enhet som energi –, men detta har inte fått någon större spridning, vilket säkert bidragit till det utbredda missförståndet att man kan konsumera energi, som i sin tur kan ha skapat föreställningen att man även kan producera energi, bägge omöjliga enligt energiprincipen.
Sådana frågor behandlas inom termodynamiken, där även begreppet entropi spelar en viktig roll.

## Energiprincipen
Energin lyder under den så kallade energiprincipen. Enligt denna fysiska lag kan energi varken skapas (produceras) eller förintas; den kan bara omvandlas.
De flesta former av energi (där emellertid gravitationsenergi är ett undantag) är också bundna till lokala bevarandelagar. I dessa fall kan energi bara utväxlas mellan två närliggande föremål eller rum. Det finns även en global energiprincip som säger att den totala mängden energi i universum inte kan förändras; detta blir en följd av den lokala lagen, men inte vice versa. Energiprincipen är den matematiska följden av en translationsinvarians i tiden, vilket svarar mot energins bevarande (se Noethers sats).
Enligt energieffektiviseringslagen så måste det totala inflödet av energi in i ett system vara lika med det totala utflödet från systemet, plus förändringen av energi som är kvar i systemet.

## Energiproduktion

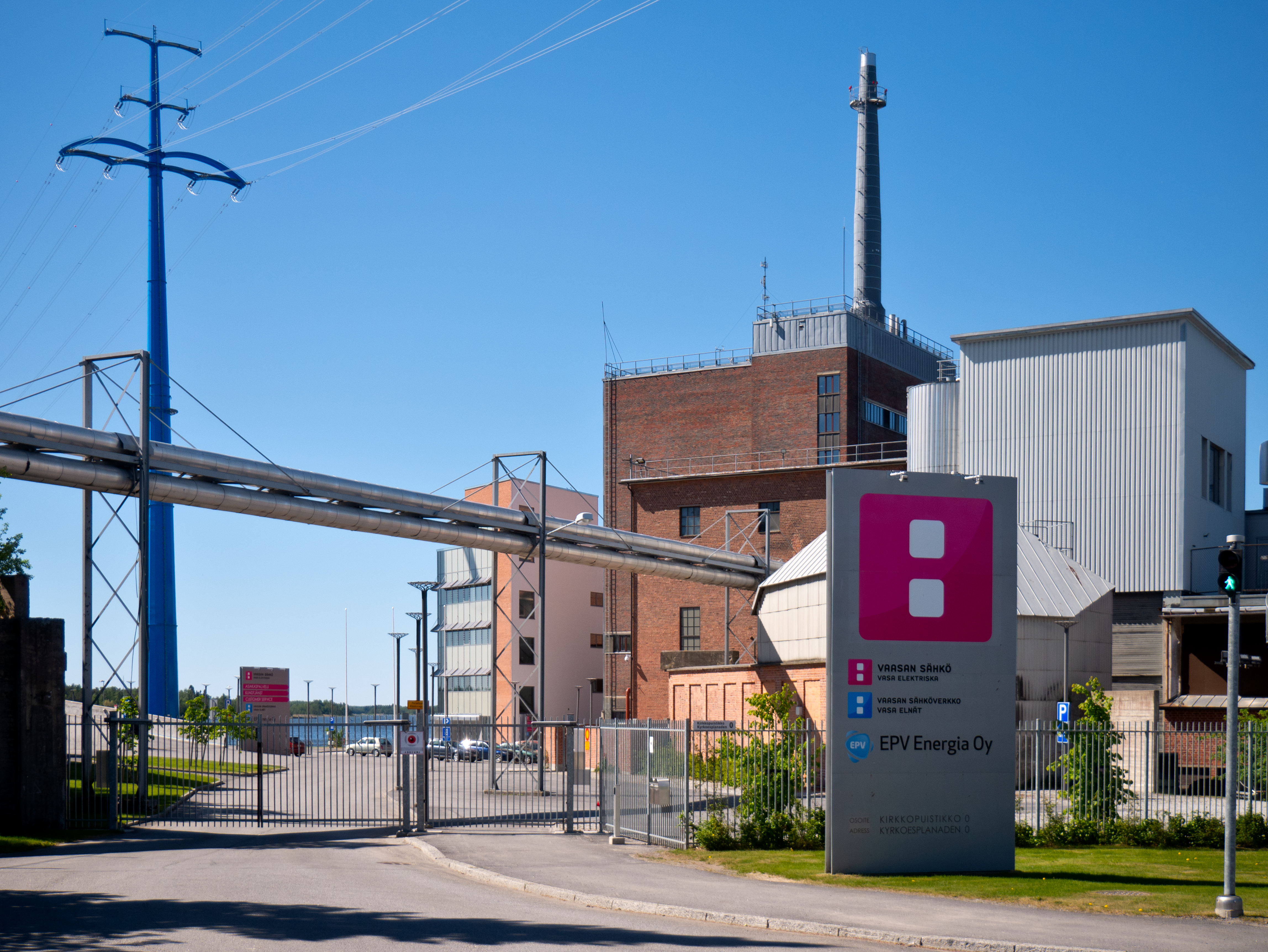
Vasa Elektriska, Vasa stads energibolag.

Fysikaliskt är det inte korrekt att tala om energiproduktion, eftersom energin är oförstörbar och bara kan omvandlas mellan olika former enligt energiprincipen och lagen om energins bevarande. Det talas ändå om detta när energi omvandlas till en form som är lättare att nyttja för de olika ändamål man använder den till, såsom att driva industrier eller för uppvärmning. I den politiska debatten är de ekonomiska kostnaderna och konsekvenserna för miljön av olika typer av energianvändning ett ständigt återkommande tema.

### Energiformer
- Elastisk energi
- Elektrisk energi
- Elektromagnetisk strålning
- Kemisk energi
- Kinetisk energi
- Kärnenergi
- Magnetisk energi
- Mekanisk energi
- Potentiell energi
- Termisk energi